# Edgar Saltus
Edgar Evertson Saltus (nascut el 8 d'octubre de 1855, mort el 30 de juliol de 1921) va ser un escriptor estatunidenc conegut pel seu estil de prosa altament refinada, que corre paral·lel a les obres del moviment decadentista d'Europa com poden ser les de Joris-Karl Huysmans o Oscar Wilde. Tot i que en el seu moment va ser un autor molt reconegut, a partir del segle xx la seva fama va decaure, tot i que la seva obra Imperial Purple («Porpra Imperial») va ser inclosa per l'autor Henry Miller en la llista de les cent obres de la literatura que més havien influït en ell.

## Biografia
Edgar Saltus va néixer la ciutat de Nova York el 8 d'octubre de 1855 en un entorn acomodat d'origen neerlandès. Havent passat dos semestres a la Universitat Yale, Saltus va passar a la facultat de dret de la Universitat de Colúmbia el 1878, d'on es va graduar amb una llicenciatura el 1880. Va escriure dues obres de filosofia: The Philosophy of Disenchantment ("La filosofia del desencisament", 1855) se centrava en el pessimisme i en particular el pensament de Schopenhauer i d'Eduard Von Hartmann, mentre que The Anatomy of Negation ("L'anatomia de la negació", 1886) era un esbòs d'un "tableau d'antiteisme des de Kapila fins a Leconte de Lisle".
El seu germà gran Francis Saltus Saltus va ser un poeta menor. Tots dos germans estan enterrats al cementiri de Sleepy Hollow, a l'estat de Nova York.
Tot i que va ser un autor aclamat en el seu moment, Saltus va caure en l'oblit després de morir. La seva novel·la The Paliser Case va ser adaptada cinematogràficament l'any 1920, i la seva novel·la Daughters of the Rich esdevingué una pel·lícula el 1923. Marie Saltus va publicar una biografia anomenada Edgar Saltus: The Man el 1925. D'altra banda, va aparéixer un estudi crític de Claire Sprague el 1970.

## Obres
- Balzac (1884)
- The Philosophy of Disenchantment (1885)
- The Anatomy of Negation (1886)
- Mr.Incoul's Misadventure (1887)
- The Truth About Tristrem Varick (1888)
- Eden: An Episode (1888)
- The Pace That Kills (1889)
- A Transient Guest and Other Episodes (1889)
- Love And Lore (1890)
- Mary Magdalen (1891)
- Imperial Purple (1892)
- Madame Sapphira (1893)
- Enthralled (1894)
- Daughters of the Rich (1900)
- Purple and Fine Women (1903)
- The Pomps of Satan (1904)
- The Perfume of Eros: A Fifth Avenue Incident (1905)
- Vanity Square (1906)
- Historia Amoris (1906)
- The Lords of the Ghostland (1907)
- The Monster (1912)
- Oscar Wilde, An Idler's Impressions (1917)
- The Gates Of Life (1919)
- The Paliser Case (1919)
- The Imperial Orgy: An Account of the Tsars From the First to the Last (1920)
- The Ghost Girl (1922)
- Uplands of Dream (Compilació de setze assajos)
- When Dreams Come True: A Story of Emotional Life
- The Philosophical Writings of Edgar Saltus